# Dionysia

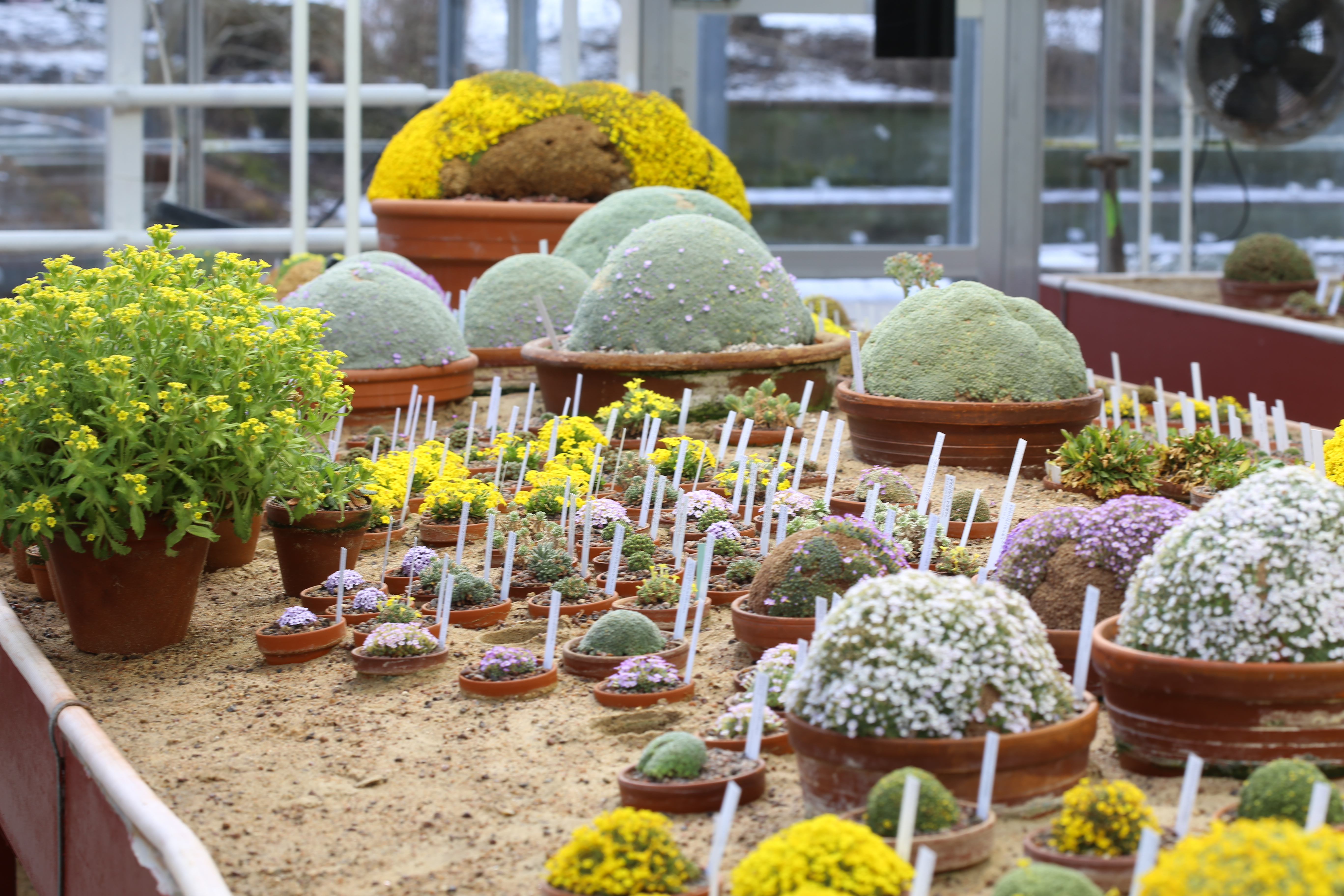

Dionysia es un género de plantas de la familia de las primuláceas. Comprende 66 especies descritas y de estas, solo 54 aceptadas.

## Descripción
Son plantas cespitosas en forma de cojín o densos semiarbustos copetudos. Ramas cubiertas con los restos persistentes de las hojas. Las hojas imbricadas, simples. Flores de color amarillo, rosa o violeta, umbeladas o en verticelos superpuestas o solitarias. Las brácteas pequeñas, grandes y foliáceas.  Cápsula dehiscente por 5 válvas. Semillas pequeñas,

## Taxonomía
El género fue descrito por Eduard Fenzl y publicado en Flora 26: 389. 1843. La especie tipo es: Dionysia odora Fenzl

## Especies aceptadas
A continuación se brinda un listado de las especies del género Dionysia aceptadas hasta noviembre de 2013, ordenadas alfabéticamente. Para cada una se indica el nombre binomial seguido del autor, abreviado según las convenciones y usos.
| - Dionysia afghanica Grey-Wilson, - Dionysia archibaldii Wendelbo. - Dionysia aretioides (Lehm.) Boiss. - Dionysia aubrietioides Jamzad & Mozaff. - Dionysia balsamea Wendelbo. - Dionysia bazoftica Jamzad - Dionysia bornmuelleri (Pax) Clay - Dionysia bryoides Boiss. - Dionysia caespitosa Boiss. - Dionysia cristagalli Lidén - Dionysia curviflora Bunge - Dionysia denticulata Wendelbo. - Dionysia diapensiifolia Boiss. - Dionysia esfandiarii Wendelbo. - Dionysia freitagii Wendelbo. - Dionysia gandzhinae Kamelin - Dionysia gaubae Bornm. - Dionysia hausknechtii Bornm. et Strauss. - Dionysia hedgei Wendelbo - Dionysia hissarica Lipsky. - Dionysia involucrata Zapr. - Dionysia iranica Jamzad - Dionysia iransharhrii Wendelbo. - Dionysia janthina Bornm. - Dionysia khatamii Mozaff. - Dionysia khuzistanica Jamzad - Dionysia kossinskyi Czerniak. | - Dionysia lacei (Hemsl. & Watt) Clay - Dionysia lamingtonii Stapf. - Dionysia leucotricha Bornm. - Dionysia lindbergii Wendelbo - Dionysia lurorum Wendelbo - Dionysia michauxii (Duby) Boiss. - Dionysia microphylla Wendelbo. - Dionysia mira Wendelbo. - Dionysia mozzaffarianii - Dionysia odora Fenzl - Dionysia oreodoxa Bornm. - Dionysia paradoxa Wendelbo. - Dionysia revoluta Boiss. - Dionysia rhaptodes Bunge - Dionysia saponacea Wendelbo & Rech. f. - Dionysia sarvestanica Jamzad et Grey-Wilson - Dionysia sawyeri (Watt) Wendelbo - Dionysia tacamahaca Lidén - Dionysia tapetodes Bunge. - Dionysia termeana Wendelbo - Dionysia teucrioides Davis et Wendelbo. - Dionysia viscidula Wendelbo. - Dionysia viva Lidén & Zetterlund - Dionysia wendelboi Podlech - Dionysia zagrica Grey-Wilson - Dionysia zetterlundii Lidén - Dionysia zschummelii Lidén |